# Punkie Johnson
Jessica Williams (Nueva Orleans, Luisiana; 29 de abril de 1985), conocida profesionalmente como Punkie Johnson, es una comediante, actriz y escritora estadounidense que vive en la ciudad de Nueva York . Johnson fue comediante de stand-up en The Comedy Store, antes de convertirse en un actor destacado en Saturday Night Live a partir de su cuadragésima sexta temporada . Fue ascendida al estado de repertorio en 2022 antes del comienzo de la temporada 48.

## Primeros años
Johnson, cuyo nombre de nacimiento es Jessica Williams, fue criada por su madre, Mary Johnson, en Nueva Orleans, Luisiana, donde asistió a escuelas públicas y católicas y se graduó en mayo de 2003 en la escuela secundaria McDonogh 35 . Johnson estudió en la Universidad Estatal de Nicholls en Thibodaux, Luisiana, donde se graduó en mayo de 2008 con una Licenciatura en Estudios Generales.

## Carrera profesional
Johnson comenzó su carrera como comediante de stand-up . Más tarde se unió a The Comedy Store en Los Ángeles como regular pagada. En 2019, Johnson actuó en Just for Laughs .
Como actriz, Johnson apareció en varias series de televisión como Space Force, A Black Lady Sketch Show, Corporate y Adam Ruins Everything .

### Saturday Night Live
En 2020, Johnson fue elegido como actor destacado en Saturday Night Live, comenzando en su cuadragésima sexta temporada . Fue ascendida al estado de repertorio en 2022 antes del comienzo de la temporada 48. Johnson es la octava mujer negra miembro del reparto en la historia del programa, la segunda mujer negra LGBT en ser miembro del reparto (después de Danitra Vance, que no salió del armario públicamente durante su vida) y la séptima miembro del reparto LGBT en general. Fue ascendida al estado de repertorio al comienzo de la cuadragésima octava temporada del programa.

## Vida personal
Johnson se identifica como lesbiana además de identificarse dentro de la comunidad queer . Su esposa y ella habían sido pareja desde 2002, pero en un episodio de 2022 del podcast Films To Be Buried With ella reveló que estaba en medio de un proceso de divorcio y que desde entonces había comenzado una nueva relación. Según una entrevista con NBC News, Johnson se identifica fuertemente con lo queer: "Solo soy una pequeña lesbiana de Nueva Orleans que disfruta de la vida haciendo comedia y pensando que eso es todo".

## Filmografía
| Año           | Título                   | Role      | Notas         |
| ------------- | ------------------------ | --------- | ------------- |
| 2019          | The Lot                  | Punkie    | Cortometraje  |
| 2020          | Sixteen Thousand Dollars | Jo'Nique  | Cortometraje  |
| 2020          | The Adventures of Whit   | Detective | Cortometraje  |
| por confirmar | Bottoms                  |           | Posproducción |

| Año           | Título                          | Role                         | notas                                               |
| ------------- | ------------------------------- | ---------------------------- | --------------------------------------------------- |
| 2018          | Take My Wife                    |                              | Episodio: "Episodio 205"                            |
| 2018          | Adam Ruins Everything           | Ava                          | Episodio: "Adam Ruins Guns"                         |
| 2019          | Corporate                       | Taylor, artista del tatuaje  | Episodio: "The Fall"                                |
| 2019          | A Black Lady Sketch Show        | Mordedor de baile            | Episodio: "Angela Bassett es la perra más mala"     |
| 2019          | Crank Yankers                   | Shasta                       | Episodio: "Jimmy Kimmel, Kathy Griffin y Jeff Ross" |
| 2020          | Bill Burr Presents: The Ringers | Ella misma                   |                                                     |
| 2020          | Space Force                     | Sargento primero Kiki Rhodes | Episodio: "Bandera espacial"                        |
| 2020-presente | Saturday Night Live             | varios personajes            | miembro del elenco de repertorio                    |
| 2021          | Love Life                       | Ida Watkins                  | Papel secundario (temporada 2)                      |